# Imelda Chiappa
Imelda Chiappa (10 de maio de 1966) é uma ex-ciclista italiana, especializada em ciclismo de estrada, especificamente na perseguição. Conquistou uma medalha de prata nos Jogos Olímpicos de Atlanta 1996 na prova de estrada.